# Баболат
Баболат /ˈbɑːboʊlɑː/ је француска компанија која производи опрему за тенис, сквош и бадминтон са базом у Лиону. Прославили су се са својим тениским жицама и рекетима који се користе од стране најбољих светских играча.

## Историја компаније
Основана је од стране Пијера Баболата у Лиону. Баболат је испрва производио жице за музичке инструменте и омоте за кобасице од животињских црева. Њихов улазак у свет тениса уследио је након што је један од пионира модерне игре, Валтер Клоптон Винфилд, унајмио баболат да му направе природне жице за тенис које јеон назвао "Sphairistrike". Како је тенису расла популарност и како су се правила стандардизовала, Баболату је расла продаја жица. 1925 године Рене Лакост је освојио турнир у Француској Ролан Гарос користећи рекет који је бо нашпанован Баболатовим жицама. Од тада Баболат жице освоје бар по један гренд слем сваке године.

### Породична трагедија
Данас Баболат остаје породични бизнис и вођен је од стране четрдесетчетворогодишњег Ерика Баболата који је пра-праунук оснивача Пијера. Под Ериковим вођством Баболат који је све до 1994. производио само жице, постао је водећа компанија у свету тениских рекета и уопште тениске опреме. Одлука да се бизнис не заснива на само тениским жицама потекла је од Ериковог оца Пијера, који је 1994 представио свој први тениски рекет. 
Међутим трагедија се догодила када је Пијер 1998. године погинуо када се лет Swissair 111 срушио на обалу Канаде док је летео из Њујорка у Женеву. Ерик који је тада имао 28 година нагло је убачен у породични бизнис. Он је радио за компанију четири године до тада и признао је да није био спреман, ипак није оклевао да преузме најодговорнији посао. "Нисам имао притисак", рекао је. "Имао сам људе око себе кои ме подржавају и желео сам да наставим ову причу". Са циљем да повећа продају Баболат рекета, одлучио је да настави очевом политиком давања рекета јуниорским играчима јер није имао новца да плати већ остварене играче. Па су тако тада непозната имена попут Рафаела Надала, Енди Родика и Ким Кајстерса добијали Баболат рекете за џабе. Како су та "непозната имена" дошла до тога да освоје Гренд Слем користећи Баболат рекете, Баболатова продаја је муњевито расла.

### Ваболат хронолошки
1875: Почетак производње тениских жица од животињских црева. До дана данашњег то су остале те исте жице. 1925. Рене Лакост осваја Френч Опен и постаје први играч који је то урадио са Баболатовим жицама. 1955. Представљене су прве синтетичке жице. 1994. Лансирање свог првог тениског рекета. 2003. Почетак продаје целокупне тениске опреме. 2012. Представљен је први високо технолошки рекет који преноси податке на компјутер са когје могуће пратити статистике играча.
Ерик је искористио повећане приходе да уложи у производњу одеће, обуће и друге опреме. Ово је било врло успешно тако да је Баболат прошле године зарадио укупно 147 милиона евра, што је много више у поређењу са 23 милона евра колико је имао када је преузео компанију.
Упркос великом расту Баболат је остао продични бизнис и још увек користи првобитне просторије у Лиону где је и основан 1875 године.

## Баболат сада
Сада са 350 запослених, Ерик додаје да њихов бизнис остаје на људском нивоу и да се сви запослени третирају као чланови породице. Такође одржавају блиске односе са играчима који користе њихове производе и позивају их све појединачно да дођу у његово седиште у Лиону да се их упознају са целокупним особљем и да их спроведу корз све просторије. Сада не носе само играчи њихове производе већ и дечаци и девојке поред терена. 